# Fight Night Round 4
Fight Night Round 4 är ett boxningsdatorspel utvecklat av EA Sports, utgivet 2009. Spelet ingår i spelserien Fight Night. Det finns många 48 licenserade boxare och klassiska boxare som till exempel Sugar Ray Leonard, Mike Tyson och Muhammad Ali. Man kan även tävla online och bli bäst i världen.